# Dacia Duster
La Dacia Duster è un SUV prodotto dalla casa automobilistica rumena Dacia dal 2010.
Il nome riprende quello con cui veniva commercializzato in alcuni mercati come il Regno Unito un altro fuoristrada rumeno degli anni 1980, l'ARO 10.
Nel settembre 2017 è stata presentata la seconda generazione durante il Salone di Francoforte. La nuova serie, in Italia dal 2018, cambia i livelli di allestimento proponendo Access, Essential, Comfort e Prestige.

## Prima serie (2010-2017)

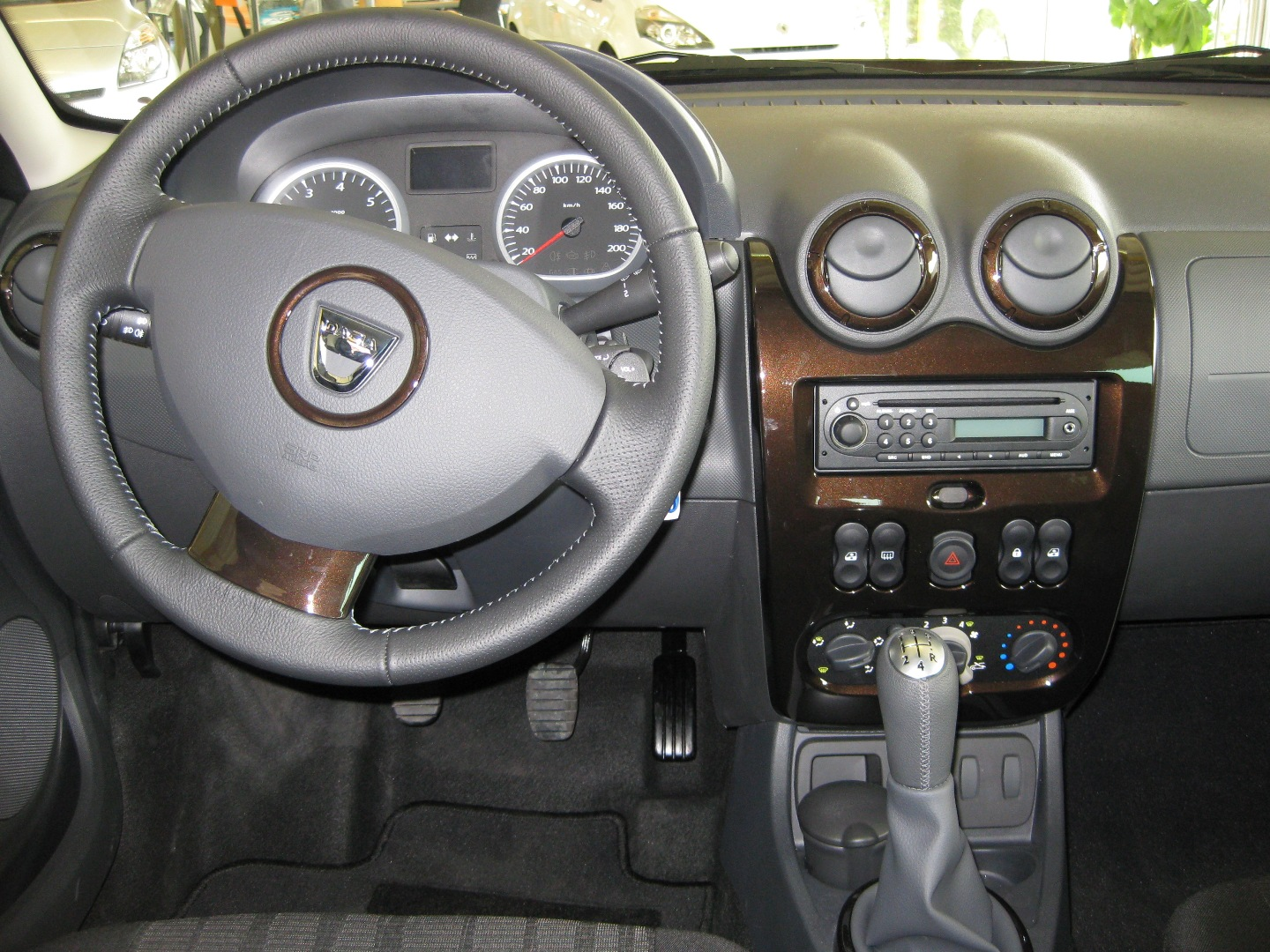
Interni

### Il contesto
Dacia Duster è stato lanciato con il marchio Dacia nella primavera 2010 in Europa, Turchia, Africa e Maghreb (Algeria e Marocco). A giugno 2010, è uscito col marchio della capogruppo Renault in Ucraina, Medio Oriente (Giordania, Siria, Libano, Egitto) e in altri paesi dell'Africa. La distribuzione nei Paesi del Golfo Persico è assicurata dallo stabilimento di Pitești. Dal 2011, Renault Duster è commercializzato in Brasile, Russia e nell'area del Golfo; sarà poi prodotto, accanto a Logan, Sandero e Sandero Stepway, nel sito brasiliano di Curitiba e distribuito in Brasile, Argentina, Messico e Cile. Duster sarà successivamente industrializzato e prodotto in Russia, nello stabilimento di Avtoframos (Mosca).
Tutta la gamma monta il sistema ABS Bosch 8.1, equipaggiato con ripartitore elettronico della frenata (EBV) e assistenza alla frenata di emergenza (AFE). È il primo modello della marca a beneficiare, in opzione su alcune versioni, del controllo elettronico di stabilità (ESP), con controllo del sottosterzo (CSV) e antipattinamento (ASR). Questa opzione consente, inoltre, di ottenere un trasferimento della coppia quando una ruota slitta in modalità 4×4, migliorando, in tal modo, la motricità nel twist. In tema di sicurezza passiva, Dacia Duster dispone, di serie in Europa, di due airbag frontali e di cinture di sicurezza a 3 punti di ancoraggio con limitatori di carico per i posti anteriori, che possono essere completati da pretensionatori pirotecnici. Secondo le versioni, gli airbag passeggero e conducente sono completati da due airbag laterali tipo testa/torace.

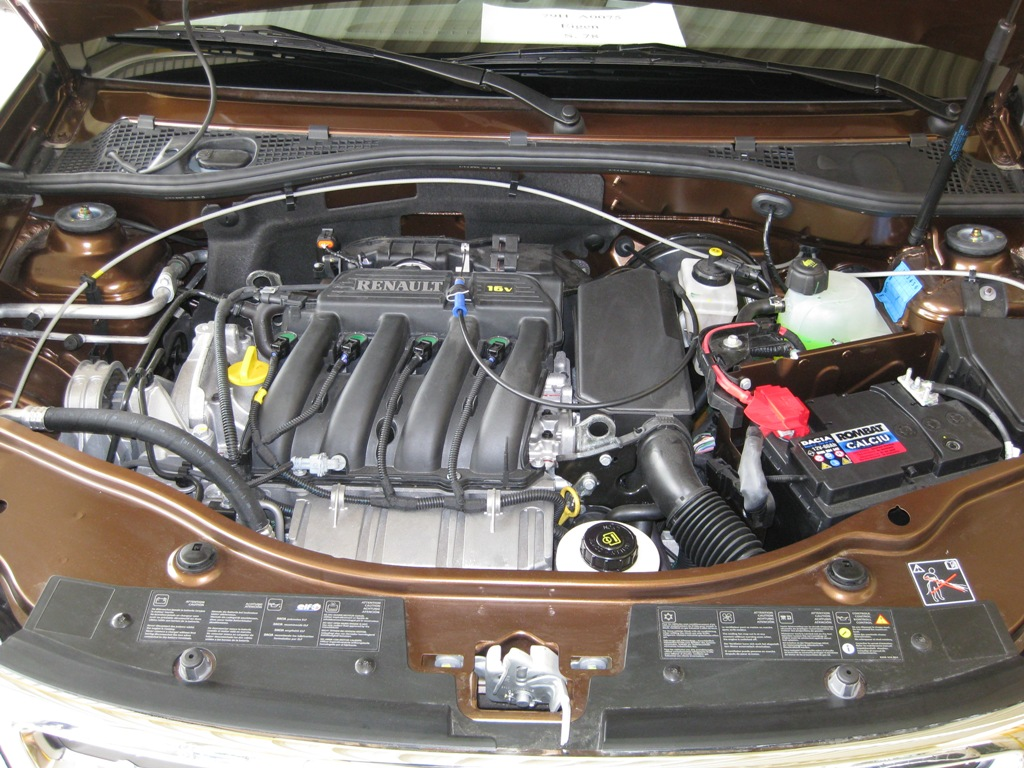
Motore 1.6

La catena cinematica 4×4 si basa su organi comuni col resto del gruppo industriale (ponte posteriore e giunto elettromagnetico Nissan, nuova trasmissione a 6 rapporti TL8 derivata dalla trasmissione TL4, già utilizzata sulle gamme Renault e Nissan).
Nel 2011 è stata sottoposta ai crash test dell'Euro NCAP ottenendo il risultato finale di 3 stelle. 
La Dacia Duster viene prodotta in 4 allestimenti più una serie speciale limitata; questi, con denominazioni comuni a quelli delle gamme Renault, sono abbinabili a due motorizzazioni, sia a benzina che a gasolio.

### Restyling 2013[4][5]
Nel 2013 la Duster si sottopone a un aggiornamento: la linea esterna viene rivista, allineandosi al family feeling della Sandero e Logan MCV di seconda generazione che hanno debuttato un anno prima. La vista frontale è caratterizzata da proiettori, griglia radiatore a nido d'ape e paraurti rivisti nel disegno. Nuove anche le barre portatutto sul tetto, i cerchi in lega, i fanali posteriori e l'emblema designante le versioni 4WD. 
La plancia viene completamente ridisegnata: nuovi il vano portaoggetti sopra le bocchette centrali di aerazione e la strumentazione. I comandi degli alzavetro vengono spostati dalla consolle centrale ai pannelli porta. Le sellerie vedono rivestimenti inediti e sedute anteriori riprogettate, la panca posteriore beneficia di uno schienale più solido. La dotazione viene ampliata e diventa disponibile il sistema di navigazione da 7 pollici MediaNav.
La motorizzazione 1.2 TCe da 125 cavalli affianca le motorizzazioni 1.6 16V e 1.5 dCi già presenti in gamma, inizialmente nella sola versione a trazione anteriore.
Da fine 2016 al 2020 è ritornata la motorizzazione 1.6 bifuel benzina-GPL per poi essere sostituita dal TCe 100 ECO-G 3 cilindri turbo benzina da 100 CV abbinato alla trasmissione manuale 5 marce.

### Motorizzazioni
| Modello         | Disponibilità             | Motore  | Cilindrata | Potenza kW (CV) | Coppia max (Nm) | Emissioni CO2 (g/km) | Acceler. 0–100 km/h | Velocità max (km/h) | Consumo medio (km/l) |
| 1.6             | dal 2010 al 2018          | Benzina | 1598       | 77 (105)        | 148             | 177                  | 11"5                | 165                 | 13,3                 |
| 1.6 4×4         | dal 2010 al 2018          | Benzina | 1598       | 77 (105)        | 148             | 185                  | 12"8                | 160                 | 12,5                 |
| 1.5 dCi FAP 90  | dal 2010 al 2018          | Diesel  | 1461       | 66 (90)         | 200             | 130                  | 13"8                | 156                 | 20                   |
| 1.5 dCi FAP 4×4 | dal 2010 al 2018          | Diesel  | 1461       | 66 (90)         | 200             | 139                  | 14"9                | 158                 | 18,9                 |
| 1.5 dCi FAP 110 | dal 2010 al 2018          | Diesel  | 1461       | 81 (110)        | 240             | 139                  | 11"8                | 171                 | 18,9                 |
| 1.5 dCi FAP 4×4 | dal 2010 al 2018          | Diesel  | 1461       | 81 (110)        | 240             | 145                  | 12"5                | 168                 | 17,8                 |
| 1.6 GPL         | non più disponibile(2015) | GPL     | 1598       | 75 (102)        | 148             | 146                  | 12"8                | 160                 | 11                   |
| 1.6 GPL         | dal 2011 al 2018          | GPL     | 1598       | 84 (115)        | 156             | 145                  | 11"                 | 170                 | 12,3                 |

### Competizioni
La versione sportiva di Dacia Duster, pilotata da Alain Prost, ha partecipato al Trofeo Andros 2009-2010, che ha preso il via a Val Thorens il 5 e 6 dicembre 2009. Al volante di Dacia Duster, Alain Prost ha conquistato il secondo posto nella classifica finale della competizione, al termine delle 7 prove della stagione.

### Versioni speciali

#### Serie Limitata Delsey
Al Salone dell'automobile di Ginevra del 2012 la Dacia ha presentato una versione speciale creata in collaborazione con Delsey, marchio del settore valigeria. La vettura, rispetto alla versione base, monta cerchioni in lega da 16 pollici ed è dotata di una colorazione Grigio oliva degli esterni abbinata al colore Grigio Metallic degli specchietti e al nero dell'interno dei gruppi ottici. Sempre in Grigio Metallic sono gli interni, fatta eccezione per le cuciture di colore rosso. Nella dotazione viene inserita anche una borsa da viaggio.

#### Serie Limitata Duster Adventure[9]
Uscita nel 2013, poco prima del restyling, la Serie Limitata Duster Adventure é una versione ispirata al fuoristrada. Disponibile esclusivamente con il 1.5 dCi da 110 cavalli abbinato alla trazione 4WD, la SL Duster Adventure è caratterizzata da adesivi esterni (su portiere, cofano e bagagliaio) che raffigurano una bussola. Inoltre sono presenti cerchi in acciaio verniciati di nero, fari supplementari da tetto sganciabili e frecce rosse che indicano la posizione degli anelli per il rimorchio e il posizionamento del cric. Completano il pacchetto estetico esterno gli ski anteriori e posteri satinati, la griglia in nero lucido, le mascherine dei fari nere, i fendinebbia, i paraspruzzi dedicati e i vetri oscurati.
L'interno presenta invece sellerie specifiche, inserti a contrasto sulla plancia, tappetini in gomma e navigatore Garmin con mappa europea.
Solo due le tinte proposte: Bianco Ghiaccio e Nero Nacré

#### Freeway
Versione particolare in edizione limitata della Duster ricoperta da una speciale pellicola su tutta la carrozzeria raffigurante uno skyline cittadino in notturna con i grattacieli. Sul portellone posteriore e sul cofano motore la pellicola raffigura una strada. Viene venduta con tutti gli accessori previsti e una placchetta interna che identifica la serie limitata e il numero dell'esemplare.

#### La Gazzetta dello Sport
Realizzata in collaborazione con il quotidiano La Gazzetta dello Sport, è una versione speciale della Duster con colore blu elettrico metallizzato, calotte degli specchietti grigie opache e targhette sulle fiancate sotto gli specchietti stessi con il logo della Gazzetta su sfondo rosa.

#### Brave
Sempre in tiratura limitata come il modello Freeway, si distingue per una carrozzeria in trama mimetica bianca, nera e grigia con contorni arancioni, il tetto di colore grigio e le calotte degli specchi in tinta arancione.

## Seconda serie (2018-2024)
La seconda generazione della Duster è stata introdotta nel 2018.

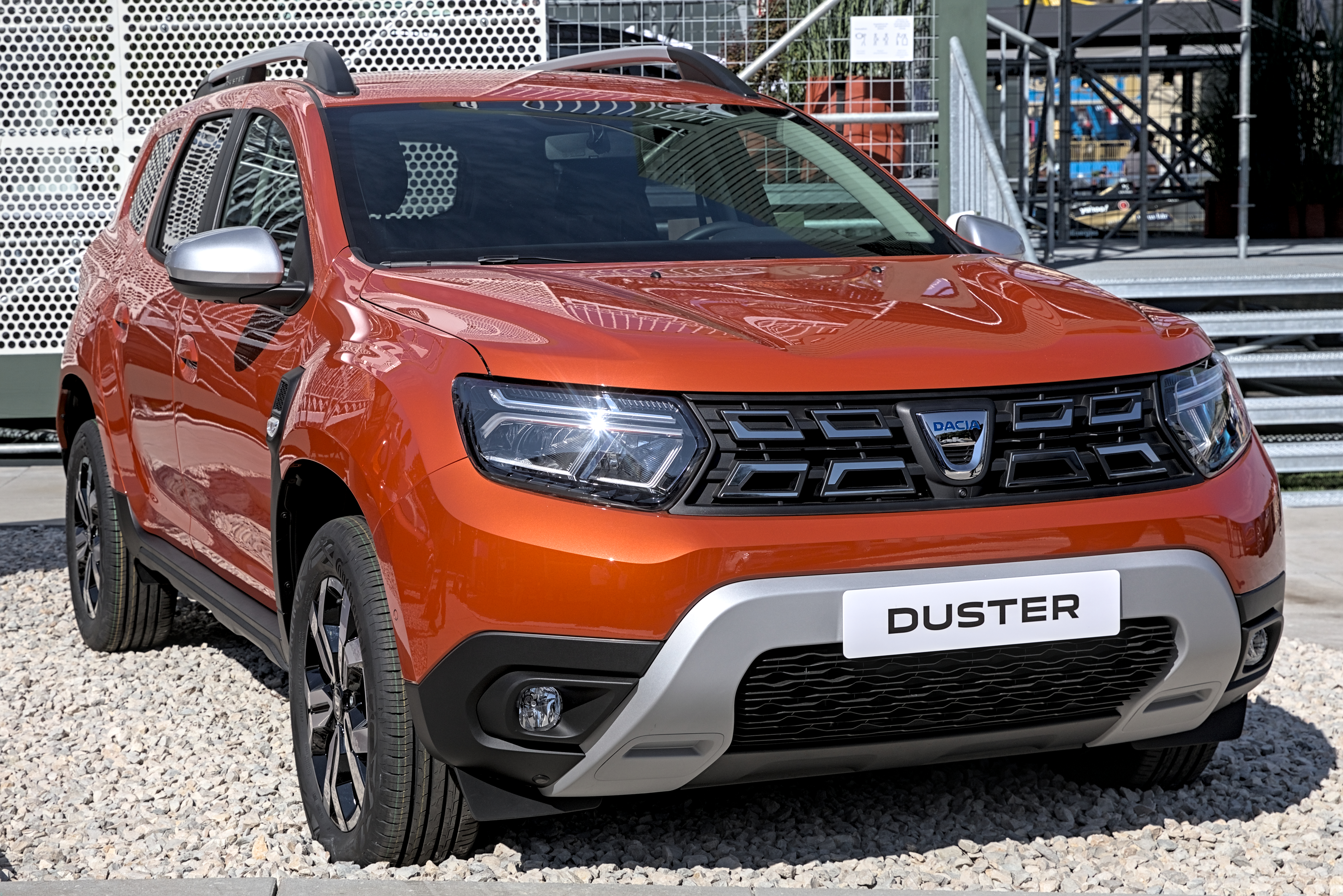
Dacia Duster II Restyling

Il nuovo modello è stato realizzato sulla stessa piattaforma utilizzata dal modello precedente, sebbene siano stati applicati diversi rinforzi al telaio per migliorarne la robustezza. Il design esterno resta simile alla precedente versione, ma ammodernato, grazie a nuovi gruppi ottici con luci diurne a led e da una calandra più grande che riprende il design degli altri modelli della casa. Gli interni sono stati completamente riprogettati per aumentare il comfort e la qualità percepita.
Anche la seconda serie è stata sottoposta ai crash-test dell'Euro NCAP, ottenendo nuovamente il risultato di 3 stelle. È disponibile in quattro allestimenti: Access, Essential, Comfort e Prestige.
La versione 4x4 ha tre diverse modalità di gestione della trasmissione:
- 2WD': la trazione integrale è disinserita, la coppia motrice è trasmessa solamente al asse anteriore;
- AUTO: la trazione è gestita automaticamente, in caso di perdita di aderenza delle ruote anteriori viene automaticamente inserita la trazione integrale;
- LOCK: la trazione integrale è inserita.

La rivisitazione della carrozzeria nella seconda serie ha consentito di migliorare leggermente gli angoli tipici in fuoristrada, con angolo di attacco di 30° e angolo di dosso di 21° e angolo di uscita di 34°.
Nel corso del 2018 sono stati introdotti altri 4 motori: il 1.5 Blue dCi da 95 e 115 CV in luogo dei 1.5 dCi da 90 e 110 CV oltre ai nuovi 1.3 TCe da 130 e 150 CV in luogo del 1.2 TCe da 125 CV; inoltre è stato introdotto un nuovo sistema multimediale MediaNav Evolution con schermo capacitivo compatibile con Android Auto e Apple CarPlay.
Durante il mese di agosto 2019 ha esordito il nuovo motore 1.0 TCe turbo da 100 CV in luogo del precedente 1.6 SCe aspirato da 115 CV.

### Restyling 2021
La versione restyling della Duster II è stata presentata il 22 giugno 2021, per poi debuttare ufficialmente a settembre 2021. La Dacia Duster ristilizzata si distingue esternamente per la nuova firma luminosa a LED dalla forma a Y dei gruppi ottici, sia all'anteriore che al posteriore, simili a quelli della Sandero di terza generazione; di nuovo disegno anche la griglia del radiatore.
A bordo la vettura viene dotata di un bracciolo centrale scorrevole di 70 mm con pozzetto integrato da 1,1 litri (di serie per Prestige) e lo schermo del sistema infotelematico passa da 7 a 8 pollici (di serie dalle versioni Comfort a salire). Per le versioni dotate di sistema di navigazione MediaNav l'impianto audio viene dotato di due tweeter addizionali sulla plancia, portando il totale degli altoparlanti a 6: i restanti quattro sono situati sui pannelli porta. Completamente nuovi i rivestimenti interni, così come i sedili anteriori che vantano poggiatesta rivisti.
Con l'aggiornamento, il numero di motori disponibili è stato ridotto a quattro: due motori a benzina da 90 e 150 cv, una versione benzina/GPL da 100 cv e una diesel da 115 CV. Il motore più potente è dotato di serie del cambio automatico a 6 marce EDC6 e tutte le versioni rispettano le normative Euro 6D-Full.
Per rispettare tali normative l'aerodinamica del mezzo è stata rivista, coinvolgendo a studi nella galleria del vento componenti come i cerchi in lega da 16 e 17 pollici (a seconda delle versioni, quando disponibili), lo spoiler posteriore, le carenature del sottoscocca e gli splitter di fronte alle ruote (sia anteriori che posteriori). Ulteriori accorgimenti atti a ridurre gli inquinanti si possono ritrovare nell'uso di nuovi cuscinetti ruota a basso attrito, pneumatici a rotolamento ridotto e alette mobili tra calandra e motore.

### Motorizzazioni
| Modello              | Disponibilità             | Motore  | Cambio             | Cilindrata | Potenza kW (CV) | Coppia max (Nm) | Emissioni CO2 (g/Km) | Acceler. 0–100 km/h | Velocità max (km/h) | Consumo medio (km/l) |
| 1.0 TCe FAP 100      | dal 2019 al 2020          | Benzina | Manuale 5 marce    | 999        | 74 (100)        | 160             | 125                  | 12"5                | 168                 | 18,2                 |
| 1.6 SCe 115          | dal 2018 al 2019          | Benzina | Manuale 5 marce    | 1598       | 84 (115)        | 156             | 149                  | 11"9                | 172                 | 15,1                 |
| 1.6 SCe 115 4x4      | dal 2018 al 2019          | Benzina | Manuale 6 marce    | 1598       | 84 (115)        | 156             | 158                  | 12"9                | 170                 | 14,2                 |
| 1.5 dCi FAP 90       | dal 2018 al 2019          | Diesel  | Manuale 6 marce    | 1461       | 66 (90)         | 200             | 115                  | 13"8                | 158                 | 22,7                 |
| 1.5 dCi FAP 110      | dal 2018 al 2019          | Diesel  | Manuale 6 marce    | 1461       | 81 (110)        | 260             | 115                  | 11"8                | 171                 | 22,7                 |
| 1.5 dCi FAP EDC      | da gennaio ad aprile 2018 | Diesel  | Automatico 6 marce | 1461       | 81 (110)        | 260             | 116                  | 11"9                | 171                 | 22,2                 |
| 1.5 dCi FAP 4×4      | dal debutto al 2019       | Diesel  | Manuale 6 marce    | 1461       | 81 (110)        | 260             | 123                  | 12"4                | 169                 | 21,2                 |
| 1.5 Blue dCi 95      | dal 2018 al 2020          | Diesel  | Manuale 6 marce    | 1461       | 70 (95)         | 240             | 110                  | 12"6                | 169                 | 23,8                 |
| 1.5 Blue dCi 115     | dal 2018 al 2020          | Diesel  | Manuale 6 marce    | 1461       | 85 (116)        | 260             | 110                  | 10"5                | 181                 | 23,2                 |
| 1.5 Blue dCi 115 4X4 | dal 2018 al 2020          | Diesel  | Manuale 6 marce    | 1461       | 85 (116)        | 260             | 123                  | 10"4                | 177                 | 21,3                 |
| 1.6 SCe 115 GPL      | dal 2018 ad agosto 2019   | GPL     | Manuale 5 marce    | 1598       | 80 (109)        | 144             | 141                  | 12"6                | 169                 | 11,3                 |
| 1.0 TCe 100 ECO G    | da agosto 2019            | GPL     | Manuale 6 marce    | 999        | 74 (101)        | 170             | 111                  | 12"5                | 172                 | 14,7                 |
| 1.2 TCe 125 4X4*     | dal debutto al 2019       | Benzina | Manuale 6 marce    | 1197       | 92 (125)        | 205             | 145                  | 11"2                | 182                 | 15.6                 |
| 1.3 TCe FAP 130*     | dal 2019 al 2020          | Benzina | Manuale 6 marce    | 1333       | 96 (130)        | 240             | 137                  | 11"1                | 191                 | 20                   |
| 1.3 TCe FAP 130 4X4* | dal 2019 al 2020          | Benzina | Manuale 6 marce    | 1333       | 96 (130)        | 240             | 145                  | 11"1                | 186                 | 15,6                 |
| 1.3 TCe FAP 150 4X2* | dal 2019 al 2020          | Benzina | Manuale 6 marce    | 1333       | 110 (150)       | 250             | 138                  | 10"4                | 200                 | 16,6                 |
| 1.3 TCe FAP 150 4X4* | dal 2019 al 2020          | Benzina | Manuale 6 marce    | 1333       | 110 (150)       | 250             | 145                  | 10"6                | 196                 | 15,6                 |

- *Non disponibile per il mercato italiano

## Terza serie (dal 2024)

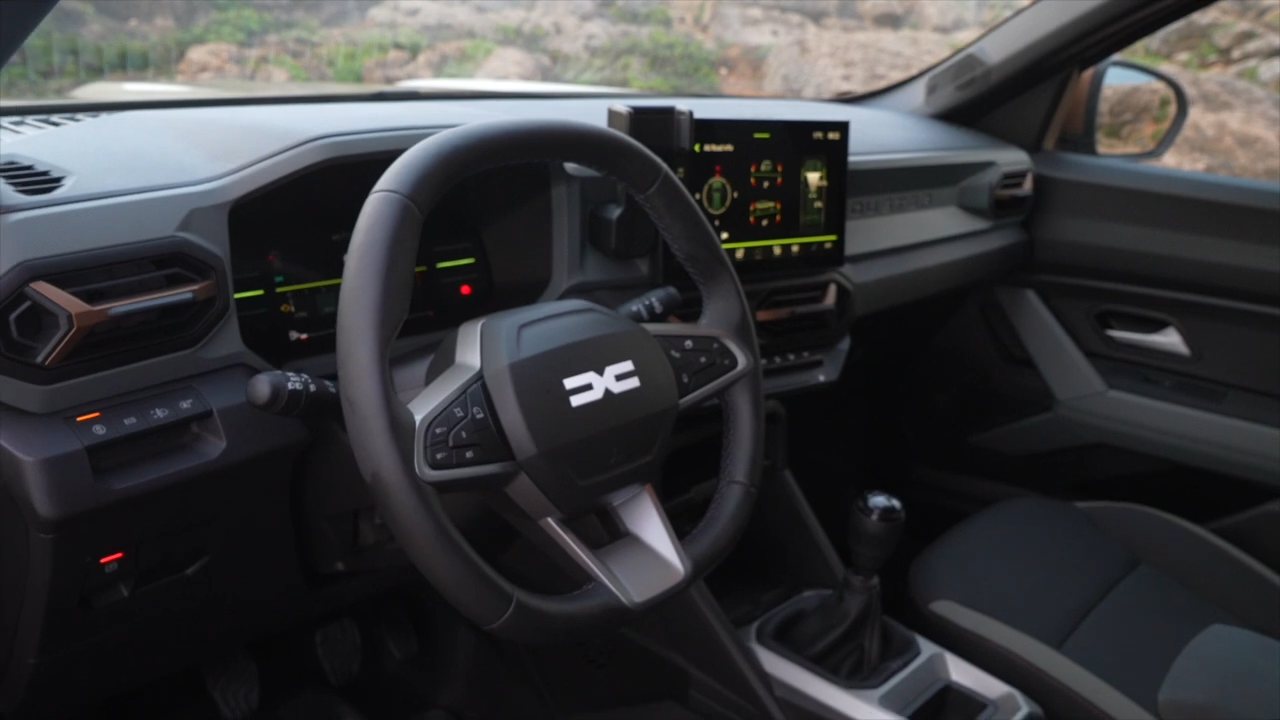
Interni

La terza generazione della Dacia Duster, introdotta nel 2024, è realizzata sulla piattaforma Renault CMF-B, già utilizzata su altri modelli Dacia quali la Sandero III e la Jogger.
Il design della terza generazione è caratterizzato da forme massicce e squadrate; i gruppi ottici anteriori sono dotati di luci diurne a LED a forma di "Y", forma che viene ripresa anche dai fanali anteriori e posteriori, seguendo il family feeling della casa.
La Dacia Duster di terza generazione è disponibile in quattro allestimenti: Essential, Expression, Extreme e Journey.
Gli interni sono stati completamente riprogettati: sono di serie a partire dalla Expression il cruscotto digitale con diagonale di 7 pollici e l'impianto multimediale con schermo di 10,1 pollici di diagonale; la versione "base", denominata "Essential", prevede invece un cruscotto analogico con un display TFT di 3,5 pollici di diagonale, un supporto per smartphone ed una presa USB dedicata.
Anche la terza serie è stata sottoposta ai crash-test dell'Euro NCAP, ottenendo nuovamente il risultato di 3 stelle.